# 교황 요한 23세
교황 요한 23세(라틴어: Ioannes PP. XXIII, 이탈리아어: Papa Giovanni XXIII)는 제261대 교황(재위: 1958년 10월 28일 - 1963년 6월 3일)이며 로마 가톨릭의 성인이다. 본명은 안젤로 주세페 론칼리(이탈리아어: Angelo Giuseppe Roncalli). 1931년부터 교황청의 외교관으로 활약하여 1953년에는 추기경, 베네치아의 총대주교를 거쳐 1958년 교황에 선출되었다. 평범한 성직자로 남기를 원하였으나 프랑스와 그리스 등에서 활동한 외교적 성과가 높이 인정되어 교황으로 선출되었다. 온화하고 탈권위적이었던 그는 재위기간 중에 로마 가톨릭교회에 대변혁을 불러 일으키게 되는 제2차 바티칸 공의회(1962-1965)를 소집하였으며, 1963년 4월 11일 최초로 가톨릭 신자들에게만이 아니라 선의(善義)의 모든 사람에게 보낸 회칙  《지상의 평화》(Pacem in Terris)를 반포하였다. 세계 평화, 빈부격차 문제, 노동 문제 등 현대 인류 사회의 여러 가지 현안 문제의 해결에 기여하려 노력한 점이 높이 평가된다. 특히 그는 당시 미국과 소련 사이에 고조되었던 핵 전쟁의 기운을 차단하고 분쟁을 조절하였다. 1963년 교황으로서는 최초로 타임지 올해의 인물에 선정되었다.
대한민국에는 1962년 3월 10일 교계제도가 설정되어 서울, 대구, 광주 대목구가 대교구로 승격되었다. 요한 23세는 같은 해 9월 수해로 어려움을 겪은 순천시에 후원금 1만 달러를 기탁하였다.
2000년 9월 17일 교황 요한 바오로 2세에 의해 교황 비오 9세와 같이 시복되었다. 그리고 2013년 9월 30일, 교황청 추기경회의 결과에 따라 검증절차를 모두 통과하여 시성이 결정되었다. 2014년 4월 27일 교황 요한 바오로 2세와 함께 합동 시성식을 통해 성인으로 시성되었다.

## 일대기

### 생애 초기와 사제 서품
안젤로 주세페 론칼리는 1881년 11월 25일 이탈리아 북부 밀라노 근처 베르가모의 작은 마을 소토일몬테에서 조반니 바티스타 론칼리(1854-1963)와 마리안나 줄리아 마졸라(1854-1939) 사이에 13명의 자녀 가운데 장남으로 태어났다. 형제로는 안젤로 주세페 알프레도(1889년생), 마리아 카테리나(1877–1883), 테레사(1879–1954), 안칠라(1880–1953), 도메니코 주세페(1888-1888), 프란체스코 자베리오(1883–1976), 마리아 엘리사(1884–1955), 아순타 카실다(1886년생), 조반니 프란체스코(1891–1956), 엔리카(1893–1918), 주세페 루이지(1894년생), 루이지(1896–1898) 등이 있다. 그의 집안은 가난한 소작인 집안이었다.
안젤로는 집안의 장남으로서 일을 하다가 열두 살에 베르가모 신학교에 입학하였으나 1901년 군대에 징집되어 복무하였다. 안젤로는 첫 번째 군 복무에서 위생병으로 복무하던 중 1904년 전역하였으며, 이후 교회사, 교부학, 호교론을 연구하다가 신학박사 학위를 받은 다음 로마의 산타 마리아 인 몬테 산토 성당에서 사제 서품을 받았다. 로마에서의 짧은 체류 기간 동안 그는 교황 비오 10세를 알현하였다. 이후 그는 자기 마을로 돌아와서 성모 승천 대축일 미사를 집전하였다.

### 사제품
1905년, 베르가모의 새 교구장 주교로 자코모 라디니 테데스키가 착좌하면서 안젤로 론칼리는 그의 비서로 임명되었다. 안젤로는 자코모 라디니 테데스키 주교가 1914년에 선종할 때까지 그의 밑에서 일하였다. 이 시기에 론칼리는 노동자들의 고충을 접하면서 사회 문제에 관심을 갖게 되었다. 라디니 테데스키 주교가 론칼리아에게 마지막으로 한 말은 “안젤로, 평화를 위하여 기도하시오.”였다고 한다. 라디니 테케스키 주교의 죽음은 론칼리에게 깊은 충격을 가져다 주었다. 사제로 있는 동안 론칼리는 베르가모의 교구 신학교 교수로도 재직하였다. 신학교에서 그는 호교론과 교회사, 교부학 등을 강의하였다.
1915년 제1차 세계대전이 발발하자 이탈리아 육군에 소환되어 베르가모의 군인 병원에서 일하였다. 두 번째 군복무에서 처음에는 하사로, 그 다음에는 군종장교(중위)로 근무하였다. 1919년 군 전역 후에 신학교의 영성 지도자로 임명된 그는 가톨릭 남녀 청년 연합의 지도 사제와 신학교 지도 사제로 근무하면서 공부하는 젊은이들을 위한 기숙사를 개설하였다.
1921년 11월 6일 론칼리는 교황을 알현하기 위해 로마를 방문했다. 교황 베네딕토 15세를 알현한 자리에서 그는 포교협회의 이탈리아 협회장으로 임명되었다. 훗날 론칼리는 자신이 만났던 교황들 가운데 베네딕토 15세가 가장 정감가는 교황이었다고 회고하였다.

## 주교품
1925년 2월 교황청 국무원장 피에트로 가스파리 추기경은 론칼리를 바티칸으로 호출하여, 교황 비오 11세가 그를 교황청 순시자로 임명하여 불가리아로 파견하기로 결정했다는 것을 알려 주었다. 그 해 3월, 비오 11세는 론칼리를 주교품을 주고, 아레오폴리스와 요르단의 명의 대주교로 서임하였다. 론칼리는 처음에 불가리아로의 파견이 썩 내기치 않았으나, 곧 마음이 바뀌었다. 그가 교황청 순시자으로 공식적으로 지명된 것은 그 해 3월 19일의 일이었다. 론칼리의 주교 서품식은 로마에 있는 산 카를로 알라 코르소 성당에서 조반니 타치 포르첼리 추기경의 집전 아래 거행되었다. 주교로 서품된 론칼리는 자신의 가족을 대동하고 교황 비오 11세를 알현하여 소개하였다. 론칼리는 주교로서 자신의 사목표어를 ‘순명과 평화’(Obedientia et Pax)로 정하였다. 불가리아에 있는 동안 그가 거주한 곳으로부터 멀지 않은 곳에서 지진이 발생했는데, 다행히 피해를 입지 않았다. 그는 자신의 누이들인 안칠라와 마리아에게 편지를 써서 자신은 괜찮다고 안심시켰다.
1934년 11월 30일, 론칼리는 터키와 그리스의 교황 사절로 임명됨과 동시에 메셈브리아의 명의 대주교로 서임되었다. 1935년부터 터키 및 그리스의 교황 사절로서 근무한 론칼리는 동방 정교회 국가인 그리스와 이슬람교 국가인 튀르키예에서 힘없는 가톨릭 소수파를 대변하며, 유럽에서 온 수천 명의 난민을 구하고, 지하에 사는 유대인들을 돕는 일에 앞장섰다. 1935년 10월 그는 불가리아인 가톨릭 신자들을 데리고 로마로 갔으며, 10월 14일 교황 비오 11세를 알현한 자리에서 그들을 소개해 주었다.
1939년 론칼리는 누이들로부터 자신의 모친이 임종에 임박했다는 소식을 듣게 되었다. 그리고 1939년 2월 10일에는 교황 비오 11세가 선종하였다는 소식을 들었다. 론칼리는 새 교황이 선출될 때까지 자신의 임무를 계속 수행해야 했기 때문에 비오 11세의 장례식은 물론 모친이 임종하는 자리에도 참석할 수가 없었다. 론칼리의 모친은 유감스럽게도 비오 11세의 선종을 애도하는 9일 기간 동안인 1939년 2월 20일에 사망하였다. 론칼리는 에우제니오 파첼리 추기경으로부터 한 통의 편지를 받았는데, 훗날 론칼리는 그 편지가 파첼리 추기경이 교황 비오 12세로 선출되기 전에 쓴 마지막 편지였을 것이라고 회상하였다.
론칼리는 제2차 세계 대전이 발발하려던 시기에 불가리아에 체류하고 있었는데, 1939년 4월자 일기에서 “나는 우리가 전쟁을 하리라고는 믿지 않는다”며 낙관적으로 전망하였다. 그러나 전쟁은 실제로 발발하였으며, 1939년 9월 5일 그는 로마에서 교황 비오 12세를 알현하였다. 론칼리는 바티칸으로부터 그리스에서 좀 더 많이 시간을 쏟으라는 지시를 받았다. 그리하여 그는 그해 1월과 5월에 그리스를 여러 번 방문하였다.

### 교황 대사
1944년 12월 22일 제2차 세계대전 기간 중에 교황 비오 12세는 론칼리를 주프랑스 교황 대사로 임명하였다. 이 당시 론칼리는 프랑스를 점령한 독일과 협력했던 주교들의 은퇴를 성사시켰다.
론칼리는 요셉 피에타를 비롯한 다른 여러 명의 사제를 새로운 주교 후보로 교황청에 추천하였다. 론칼리는 새 주교 후보 가운데 한 사람인 도메니코 타르디니와 만났는데, 그 자리에서 타르디니는 자신의 주교 임명을 사실상 거부한 것으로 알려졌다. 한 교황청 고위 성직자는 언론인과의 대화에서 론칼리를 ‘고루한 영감태기’라고 평가하기도 하였다.
론칼리는 1944년 12월 27일 베이루트, 카이로, 나폴리를 경유하는 비행기를 타고 앙카라에 도착하였다. 12월 28일에 그는 위험을 무릅쓰고 로마로 가서, 타르디니와 그의 친구인 조반니 바티스타 몬티니(훗날의 교황 바오로 6세)를 만났다. 그리고 자신의 새로운 임무를 수행하기 위해 다음날에 프랑스로 떠났다.

#### 홀로코스트 시기의 활동
제2차 세계 대전 시기에 일어난 홀로코스트 기간 동안에 론칼리는 교황 대사로서의 신분을 이용해 수많은 난민, 특히 유대인들을 나치당원들로부터 구출하기 위한 활동들을 많이 하였다. 그 가운데 대표적인 것들을 나열하면 아래와 같다.
- 이스탄불로 피신한 유대인 난민들이 팔레스타인을 비롯한 다른 지역으로 안전하게 갈 수 있도록 도와주었다.[18]
- 슬로바키아 어린이들이 모국을 떠날 수 있도록 개입하였다.[19]
- 이스탄불의 랍비 마르쿠스가 유대인 난민들의 이름을 적은 명단을 론칼리에게 건네주었다.
- 야세노바츠 강제 수용소에 강제로 수용된 유대인들이 론칼리의 중재의 도움을 받아 석방되었다.
- 불가리아 국왕 보리스 3세에게 요청하여 불가리아계 유대인들을 불가리아로 피난시켰다.[20]
- 트란실바니아의 루마니아계 유대인들이 론칼리가 중재한 결과 루마니아로 피난할 수 있었다.[18]
- 론칼리의 중재에 힘입어 이탈리아계 유대인들이 바티칸의 보호를 받게 되었다.[18]
- 헝가리계 유대인들은 론칼리의 도움을 받아 세례 증명서를 통해 그리스도교로 개종한 것을 확인받고, 헝가리 주재 교황 대사인 안젤로 로타 몬시뇰에게 보내졌다.[18]

2000년 9월 7년 국제 라울 발렌베리 재단은 나치 정권으로부터 박해받았던 유대인 등을 위해 론칼리가 벌였던 각종 인도주의적 활동을 국제적으로 널리 알리기 위한 캠페인을 시작했다. 론칼리가 교황 대사 시절에 행했던 인도주의적 조치들에 대한 역사적 연구 자료들은 그가 작성했던 세 권의 보고서를 학자들의 연구와 함께 책으로 엮어 출판되었다.
2011년 국제 라울 발렌베리 재단은 론칼리에게 열방의 의인 칭호를 수여되기를 바라는 뜻에서 론칼리의 행동을 모두 기록한 문서와 함께 추천서를 야드 바셈 측에 제출하였다.

## 추기경

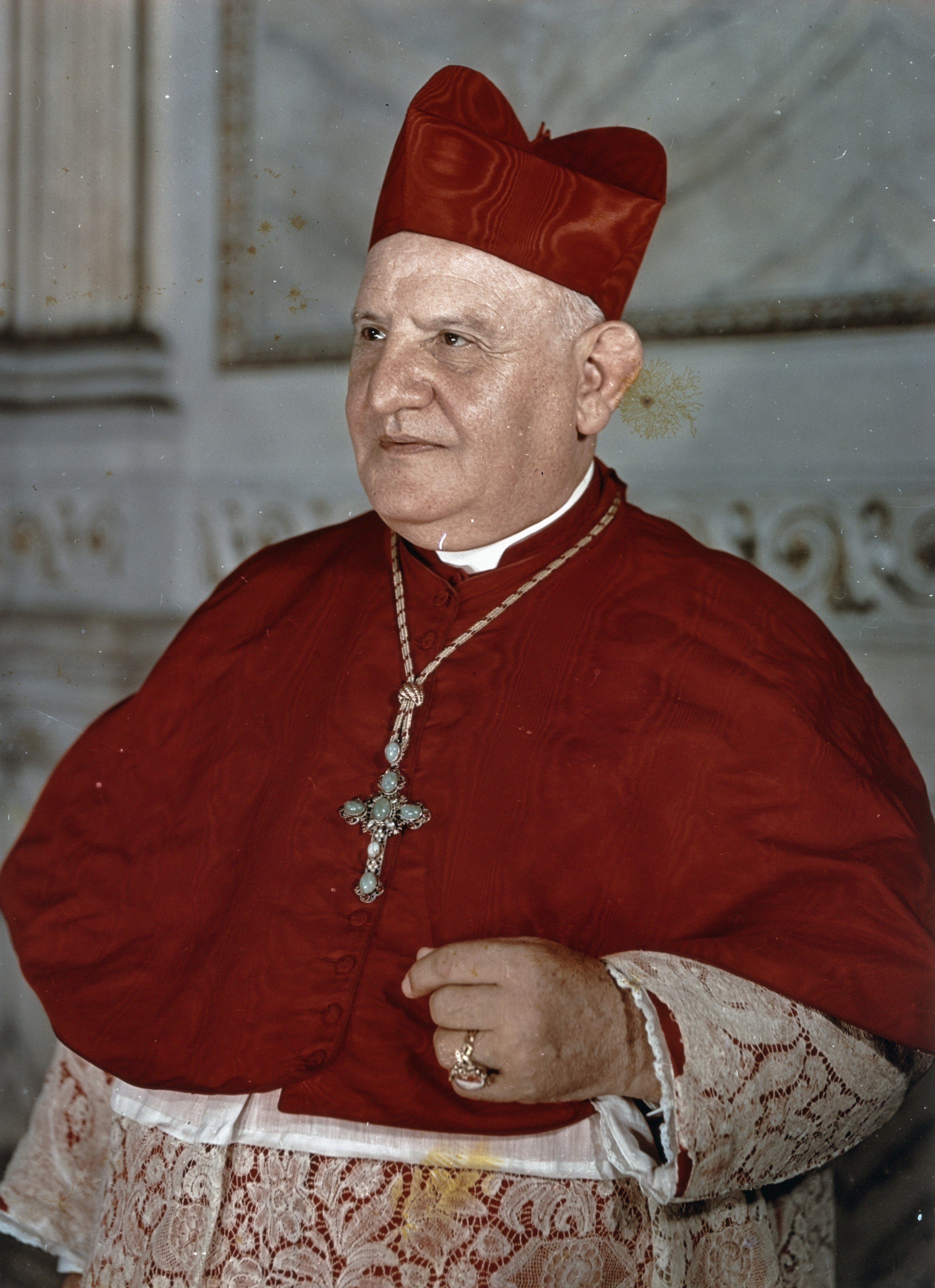
베네치아 총대주교 시절의 론칼리 (1953-1958).

1952년 11월 14일 추기경 및 베네치아 총대주교로 지명된 카를로 아고스티니 몬시뇰의 죽음이 임박하자 몬티니 몬시뇰은 론칼리에게 아고스티니의 뒤를 이어 베네치아 총대주교가 되기를 원하는지 의사를 물어보았다. 더불어 몬티니는 1952년 11월 29일자로 론칼리에게 보낸 서신에서 비오 12세가 그를 추기경에 서임하기로 결정했다는 것을 미리 알려 주었다.
1953년 1월 12일 론칼리는 교황 비오 12세에 의해 베네치아 총대주교 겸 산타 프리스카 성당의 사제급 추기경에 서임되었다. 론칼리는 추기경 서임식을 위해 1953년 2월 23일에 프랑스를 떠나 밀라노에 잠시 머무르다가 로마에 도착하였다. 1953년 3월 15일에 그는 자신의 새 교구인 베네치아에 도착하여 총대주교좌 착좌식을 거행하였다. 당시 프랑스의 대통령이었던 뱅상 오리오는 그동안 프랑스 주재 교황 대사로서 활동했던 론칼리에게 존경의 뜻을 표현하고자, 과거 프랑스 왕정 시대의 오랜 전통에 따라 엘리제 궁전에서 론칼리에게 붉은색 추기경용 비레타를 수여하는 의식을 치를 수 있게 해 달라고 교황청에 요청하여 허락을 받았다. 브루노 하임 몬시뇰의 도움을 받아 하얀색 방패에 그려진 성 마르코를 상징하는 날개 달린 사자 문장을 사용하게 된 것도 이 때부터였다.
베네치아 총대주교 관저에 들어간 론칼리는 나중에 교황 비오 10세가 된 주세페 멜키오레 사르토가 사용했던 1층 방 대신에 총대주교 전용으로 준비된 2층을 사용하기로 결정했다. 1954년 5월 29일 교황 비오 10세의 시성이 결정되었다는 소식이 발표되자, 론칼리는 자신의 선임 총대주교를 기리는 차원에서 1903년 총대주교의 방을 새로 리모델링하였다. 그리고 비오 10세의 시성을 축하하는 미사를 집전하였다.
한편 론칼리의 누이 안칠라는 1950년대 초엽에 위암 판정을 받게 되었다. 1953년 11월 8일자로 론칼리가 안칠라에게 보낸 서신을 보면 다음 주 내에 만나러 가겠다고 약속한 내용이 쓰여 있었다. 하지만 그가 베네치아 총대교구에 새로 신설된 본당의 축성식을 거행한 1953년 11월 1일 당일에 안칠라가 사망했기 때문에, 그 약속은 지킬 수가 없게 되었다. 축성식이 끝난 후, 서둘러 고향으로 돌아간 론칼리는 누이의 장례 미사에 참석하였다. 이 무렵, 그가 쓴 유언장에는 사후 자신의 시신이 소토일몬테에 있는 가족들보다는 자신의 전임자들과 함께 베네치아의 산 마르코 대성당 지하 묘소에 안장되기를 바란다는 내용이 언급되어 있다.

## 교황

교황 요한 23세의 문장

### 교황 선출
1958년 10월 9일 교황 비오 12세가 선종하였으며, 론칼리는 10월 11일 베네치아에서 그의 장례 미사를 생중계 방송으로 지켜보았다. 당시 그의 일기를 보면 비오 12세의 장례식과 교황의 주치의였던 갈레아지 리시 박사가 죽음을 앞둔 비오 12세의 사진을 찍어 언론에 파는 등 비오 12세에 대해 불명예스러운 사건이 일어난 것에 대해 특히 걱정했던 것을 알 수 있다. 론칼리는 자신이 유력한 차기 교황 후보 가운데 하나라는 사실을 안 상태에서 교황 선출을 위한 콘클라베에 참석하기 위해 베네치아를 떠나 로마로 갔다. 총 11차례의 투표 끝에 론칼리가 비오 12세의 뒤를 이어 교황으로 선출되었는데, 당시 그는 베네치아로 돌아가기 위한 열차 표를 구한 상태였지만 이미 자신이 교황으로 선출될 가능성이 매우 높다는 점을 인식하고 있었기 때문에 교황으로 선출될 당시 그는 전혀 놀라지 않았다.
당시 많은 사람은 유력한 차기 교황 후보로 밀라노 대교구장인 조반니 바티스타 몬티니를 생각하였다. 그러나 비록 그가 이탈리아에서 역사가 깊고 교세가 큰 주교좌인 밀라노 대교구의 교구장 주교이기는 했지만, 아직 추기경에 서임되지는 못하였기 때문에 콘클라베에 참석하지 못하였다. 비록 그가 콘클라베에 참석하지는 못하였지만, 교회법에서는 이론적으로 모든 가톨릭 남성이 교황이 될 수 있는 자격이 있다고 나와 있기 때문에 아무도 그가 교황 후보가 될 수 없다고 생각하지 않았다. 하지만 전통적으로는 추기경단 가운데 한 사람이 교황으로 선출되는 것이 오랜 관례였기 때문에 몬티니는 자연스럽게 후보 선상에서 배제되었다.
비오 12세의 오랜 재위기간이 끝난 후, 추기경들은 다음 교황으로 론칼리를 선택하였다. 당시 론칼리는 77세의 고령이었기 때문에 추기경들 사이에서 잠시 교황직을 수행하다가 갈 ‘과도기적 교황’ 내지는 ‘징검다리 교황’이 되리라고 보았기 때문이다. 그들은 새 교황이 추기경을 서임하는 것을 제외하고는 아무런 일도 하지 않기를 바랐다. 나중에 론칼리는 자신이 교황으로 선출된 해에 12월 15일 첫 추기경회의를 소집하여 몬티니를 추기경에 서임하였다. 훗날 몬티니는 1963년 론칼리의 뒤를 이어 교황 바오로 6세로 선출되었다.
론칼리는 오후 4시에 콘클라베의 마지막 투표에 참석하였다. 그리고 오후 4시 30분경에 총 38표를 얻어 교황으로 선출되었다. 교황으로 선출된 직후, 외젠 티세랑 추기경이 그에게 가서 관례에 따라 교황으로서 사용할 새로운 이름을 무엇으로 선택할 것인지를 질문하였다. 론칼리는 교황으로서 자신의 이름을 ‘요한’으로 선택하겠다고 대답함으로써 처음으로 많은 사람을 놀라게 하였다. 론칼리는 분명하게 “나는 요한으로 불리기를 원합니다.”라고 대답하였다. 그 이름은 서방 교회의 분열 시기에 대립교황 요한 23세 이후 어떤 교황도 선택하지 않았던 이름이기 때문이었다. 이로써 교회 역사상 500년 만에 처음으로 요한이라는 이름을 지닌 교황이 등장하게 되었다.
론칼리는 추기경들에게 자신의 이름을 요한으로 결정한 이유에 대해 다음과 같이 밝혔다.
| “ | 나는 요한을 선택하겠습니다. 이 이름을 선택한 첫 번째 이유는 내 부친의 성함이 요한(이탈리아어로는 조반니)이라는 것이며, 두 번째 이유는 내가 세례를 받은 소박한 본당의 이름도 요한이기 때문입니다. 그리고 세 번째 이유는 우리 모두의 주교좌 대성전(성 요한 라테라노 대성전)을 포함하여 수많은 주교좌 성당이 요한이라는 장엄한 이름을 갖고 있기 때문입니다. 지금까지 총 스물두 분이 적법한 절차에 따라 요한이라는 이름으로 교황이 되셨으며, 대부분 짧은 기간 동안 교회를 통치하셨습니다. 나는 로마 교황직의 이 장엄한 계승 앞에서 보잘 것 없는 내 이름을 가리기를 바랍니다. | ” |

이에 새 교황이 요한 23세로 불려야 하는지 아니면 요한 24세로 불려야 하는지에 대해 약간의 혼란이 일어나기도 했는데, 새 교황 본인은 자신이 요한 23세라는 것을 분명하게 밝혔다. 이로써 대립교황 요한 23세는 적법한 교황이 아니라는 교회의 입장이 공식적으로 확실하게 확인되었다.
대립교황 요한 23세 이전에 요한이라는 이름을 선택한 근래의 교황들은 교황 요한 22세(1316-1334)와 교황 요한 21세(1276-1277)이다. 하지만 교황 요한 20세라는 인물은 존재하지 않는데, 그 이유는 중세 역사학자들이 대립교황 보니파시오 7세와 교황 요한 15세 사이에 요한이라는 이름의 교황이 더 존재한다고 생각하여, 교황 요한 15세부터 교황 요한 19세까지를 요한 16세에서 20세까지로 잘못 번호매김했기 때문이다. 이 실수는 나중에 고쳐졌지만, 교황 요한 21세와 교황 요한 22세는 이 잘못된 번호에 바탕을 두고 이름이 붙여졌다. 따라서 요한 20세는 중간에 비게 되었다.
새 교황의 이름 선택이 끝난 후, 시스티나 경당 굴뚝에 하얀 연기가 피어오른 지 1시간 후인 오후 6시 8분에 전통적인 관례에 따라 니콜라 카날리 추기경이 성 베드로 대성전 발코니에 나타나 성 베드로 광장에 모인 군중 앞에 새로운 교황이 선출되었음을 알리는 하베무스 파팜 소식을 널리 알렸다. 이어서 요한 23세가 발코니 앞에 나아가 군중에게 인사하고 처음으로 우르비 에트 오르비 강복을 내렸다. 요한 23세의 교황 대관식 미사는 1958년 11월 4일 성 가롤로 보로메오 축일에 성 베드로 대성전에서 5시간 동안 성대하게 거행되었다. 1958년 11월 17일 그는 바티칸의 새 국무원장으로 도메니코 타르디니 몬시뇰을 임명하였다. 타르디니 몬시뇰은 같은 해 12월 15일 사제급 추기경에 임명되었으며 12월 27일 주교품을 받았다

### 로마 시내 시찰
1958년 12월 25일, 요한 23세는 1870년 이후 교황으로서는 처음으로 로마 교구를 사목 방문하였다. 그는 밤비노제수 병원과 산토스피리토 병원을 방문하여 소아마비에 걸린 어린이들을 위로하였다. 그는 이어서 로마에서 가장 큰 교도소인 레지나코엘리 교도소를 방문하여 교도소에 수감된 죄수들과 만남을 가졌다. 그는 죄수들에게 “여러분이 저에게 올 수가 없기 때문에, 제가 대신 이렇게 여러분에게 왔습니다.”라고 말하였다. 이러한 행동은 곧 엄청난 반향을 불러왔다. 요한 23세는 이에 대해 자신의 일기장에 아래와 같이 기록하였다.
…로마와 이탈리아 그리고 국제 언론의 반응에 매우 놀랐다. 나는 당국자들과 사진기자들, 죄수들, 교도소장 등에게 사방으로 둘러싸였다.
사목방문을 하는 동안 요한 23세는 자신을 지칭할 때 교황들이 일반적으로 사용해왔던 공식 용어인 ‘짐(朕)’이라는 말을 사용하지 않았다. 대표적인 예가 그가 로마 시에 있는 비행 청소년들의 교화를 위해 세워진 학교를 방문했을 때, 학생들에게 “저는 언젠가 이곳에 오고 싶었습니다.”라고 말한 경우이다. 당시 언론에서는 “교황은 청소년들과 대화할 때 그들의 언어로 이야기하였다.”고 보도하였다.
한편 요한 23세가 늦은 야밤에 몰래 바티칸을 빠져나와 로마 시 거리를 돌아다니는 일이 빈번하자, 이를 두고 세간에서는 말장난으로 위스키의 한 종류인 조니워커(Johnny walk)라는 별명을 그에게 붙여주었다.

### 유대인들과의 관계
요한 23세가 교황으로서 한 첫 번째 일은 바로 성금요일 전례에서 유대인들을 반역자로 취급한 관례를 철폐한 것이었다. 교황으로 선출된 후 집전한 첫 성금요일 주님 수난 예식에서 그는 강론 중 이 문제에 대해 언급하며 전체 교회가 즉각 중단할 것을 지시하였다. 또한 그는 수세기에 걸친 교회의 반유대주의에 대해서도 고백하며 사죄하였다.
1960년 요한 23세는 유대인의 회심을 청원하는 기도문 중에서 ‘신앙을 저버린’이라는 언급을 빼버리도록 지시하였다. 이 기도문은 나중에 재차 수정되었다. 제2차 바티칸 공의회가 개최된 동안, 요한 23세는 아우구스틴 베아 추기경에게 유대 민족과의 화해와 관련된 몇 가지 중요한 문헌을 제정하는 임무를 맡겼다.

### 제2차 바티칸 공의회 소집

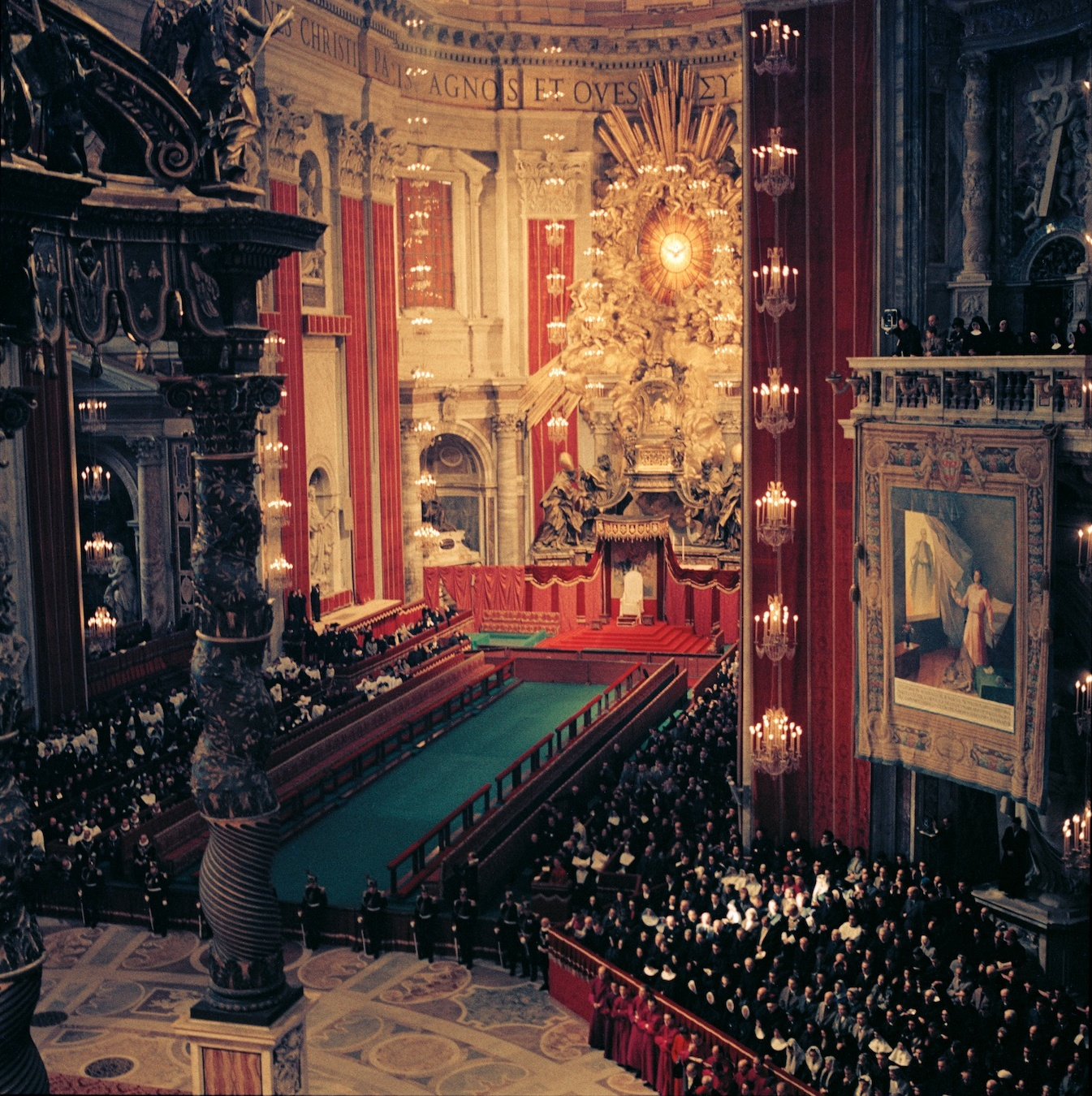
제2차 바티칸 공의회

대부분의 사람은 요한 23세가 너무 연로한 점을 꼬집으며 별 사건도 없고, 특별한 유산을 남길 새도 없이 과도기로 지나가는 교황직의 임시 관리자 정도로 예상하였다. 그러나 요한 23세는 이러한 선입견을 뒤집고 세계 공의회를 소집하겠다고 깜짝 발표하는 일대 사건을 불러왔다. 제1차 바티칸 공의회가 폐막한 지 약 90년 만의 일이었기 때문에 많은 사람이 이 소식을 듣고 놀랐다. 공의회 소집을 알리는 교령은 1959년 1월 29일 산 파올로 푸오리 레 무라 대성전에서 발표되었다. 당시 조반니 바티스타 몬티니 추기경은 줄리오 베빌라콰 추기경에게 보낸 서신에서 “거룩하신 노인께서는 자신이 얼마나 엄청난 소동을 일으키셨는지 모르시는 듯하다.”고 언급하였다.
제2차 바티칸 공의회는 이전의 공의회들과는 달리 동시대의 이단을 타도하거나 교리상의 문제를 협의하는 것이 아니라 요한 23세가 천명했듯이 ‘그리스도인들이 현대 사회에 맞도록 바뀌어 시대가 바뀐 만큼 새로운 방식으로 하느님의 피조물들이 보다 자연스럽게 하느님의 뜻에 접할 수 있도록 교화하는 것’이었다. 이러한 요한 23세의 대담한 행동은 ‘적응’이라는 뜻의 ‘아조르나멘토’(aggiornamento)라는 말로 잘 표현되었다. 제2차 바티칸 공의회 이후 가톨릭교회는 전례 양식의 대대적인 개정과 교회 일치 운동 강조, 현대 세계에로의 적응과 대화, 평신도 사도직, 교회의 내적 성찰과 쇄신 등 대대적인 변화를 맞이하게 되었다.
공의회 제1회기가 열리기 전인 1962년 10월 4일 요한 23세는 아시시의 성 프란치스코의 축일을 맞이하여 열차를 타고 아시시와 로레토를 방문하여, 다가올 공의회의 성공을 위해 기도하였다. 한편 이 일로 요한 23세는 교황 비오 9세 이후 로마 밖으로 여행한 첫 번째 교황이 되기도 하였다.

#### 제2차 바티칸 공의회 제1회기
1959년 1월 25일 요한 23세의 요청에 따라 4년 동안의 준비를 거쳐 1962년 10월 11일 바티칸에서 제2차 바티칸 공의회의 제1회기가 개회되었다. 수천 명에 이르는 주교들과 학자들 그리고 대표들이 장엄하게 성 베드로 대성전에 운집하였다. 요한 23세는 “어머니인 교회가 기뻐합니다(Gaudet mater Ecclesia).”라는 말로 개막 연설을 시작하였다. 교황의 개회사가 끝난 후에 공의회 교부들은 먼저 공의회 의제들을 다룰 각 위원회의 구성원들을 선출하였다. 제1회기가 끝난 날 밤에 많은 군중이 성 베드로 광장에 모여서 요한 23세가 사도 궁전의 창문을 열고 모습을 나타내 연설해줄 것을 바라며 큰소리로 그의 이름을 불렀다.
그러자 요한 23세가 군중의 부름에 응답하여 창문을 열고 나타나 연설하였다. 그는 군중에게 집으로 돌아가 아이들을 안아줄 것을 요청했다. 이 연설은 훗날 ‘달님의 목소리’라는 이름으로 알려지게 되었다.
제1회기는 1962년 12월 8일 장엄하게 폐회하였으며, 1962년 11월 12일에 다음 회기 일정을 발표하였다. 다음 회기는 1963년 5월 12일부터 6월 29일까지 열기로 계획되었다. 폐회 연설에서 요한 23세는 절묘하게 교황 비오 9세에 대해 언급하면서, 향후 조속한 시일 내에 그가 시복되고 마침내는 시성까지 되기를 희망한다는 의사를 피력하였다. 1959년 피정을 떠난 시기에 요한 23세는 다음과 같은 발언을 하였다. “나는 언제나 비오 9세에 대해 거룩하시고 영광스러우셨던 분으로 기억하고 있으며, 그분의 희생을 본받고 싶습니다. 나는 그분께서 마땅히 시성되실 자격이 있다고 생각합니다.”

### 전례 개혁
요한 23세는 전임자들과 마찬가지로 전례 개혁을 점진적으로 시행하였다. 그리하여 1570년 교황 비오 5세가 포고한 트리엔트 미사 양식의 마지막 개정 규범들을 담은 1962년판 로마 미사 경본을 발행하였다. 그러다가 제2차 바티칸 공의회 이후인 1970년 교황 바오로 6세가 새로운 미사 양식(바오로 6세 미사)을 포고하였다. 한편 요한 23세에 의해 개정된 1962년판 트리엔트 미사 양식은 교황 베네딕토 16세가 자의교서 《교황들》(Summorum Pontificum)을 반포함에 따라 언제 어디서든 자유롭게 봉헌될 수 있도록 허용되었다.

### 말년과 죽음
1962년 9월 23일 요한 23세는 엑스선 촬영과 검사를 받았는데, 그 결과 위암이라는 진단을 받았다. 요한 23세의 가족은 대부분은 위암을 앓았었는데 요한 23세 역시 이 가족력을 피할 수 없었던 것이다. 하지만 이 사실을 철저하게 비밀로 감추었다. 당시에는 제2차 바티칸 공의회라는 중대한 시기였고 이 사실이 알려지면 부정적 영향이 있을거란 판단 때문이었다.
이후 요한 23세는 거의 8달간 간헐적인 위출혈을 겪으면서 빠른 속도로 쇠약해져갔으며 결국 교황청은 요한 23세가 위암을 앓고있다는 사실을 공식적으로 발표하게 된다. 병세가 점차 악화되면서 얼굴빛이 창백해져가던 그는 1963년 4월 순례자들에게 “오늘 여러분에게 말하고 있는 이 교황에게도 보통 사람들에게 일어날 수 있는 일을 똑같이 겪게 될 것입니다.”라고 말함으로써 자신에게 닥칠 운명의 날을 암시하였다.
1962년 10월 쿠바 미사일 위기로 미국과 소련 간에 전쟁이 일어날 조짐이 보이자, 요한 23세는 미국 대통령 존 F. 케네디와 소련 서기장 니키타 흐루시초프에게 전쟁 반대 입장을 밝히며 화해할 것을 호소하였다. 다행히 전쟁의 위기는 면했으며, 두 국가지도자는 평화를 향한 교황의 헌신적인 열정에 크게 감복한 것으로 전해진다. 시간이 흘러 흐루시초프는 노먼 커즌스를 통해 병약해진 교황의 빠른 쾌유를 기원하는 내용을 담은 편지를 보냈으며, 요한 23세는 개인이 보내는 형식으로 흐루시초프의 편지에 감사하는 내용의 답신을 보냈다. 한편 커즌스는 뉴욕 시를 방문하여 요한 23세가 타임 잡지에서 올해의 인물로 선정되도록 하는데 노력하였다. 그리하여 요한 23세는 교황으로서는 최초로 타임 잡지에서 올해의 인물로 선정되었으며, 뒤이어 1994년에는 교황 요한 바오로 2세가, 2013년에는 교황 프란치스코가 선정되었다.
1963년 5월 10일 요한 23세는 바티칸에서 개인 자격으로 발잔상을 받았지만, 이 상을 교황 레오 13세부터 교황 비오 12세까지 자신이 살아있을 동안 함께 했던 다섯 명의 다른 교황들의 공로로 돌렸다. 같은 해 5월 11일 이탈리아 대통령 안토니오 세그니가 공식적으로 요한 23세에게 세계 평화를 위해 힘쓴 그의 노고를 칭송하며 발잔상을 수여하였다. 요한 23세는 전용차를 타고 수상 장소인 퀴리날레 궁전으로 가던 중 심한 복통이 찾아왔지만, 나중에 바티칸 궁전에서 상을 받으라는 권유를 뿌리치고 퀴리날레 궁전에서 세그니 대통령을 직접 만나 상을 받겠다고 고집하였다. 왜냐하면 성 베드로의 무덤 위에서 교황의 영예를 위해 수상하는 것은 성 베드로를 모욕하는 것이라고 생각했기 때문이었다. 이것이 요한 23세가 공적으로 드러낸 마지막 외부 활동이었다.
1963년 5월 25일에 교황은 또다시 위출혈로 고생하여 수혈이 필요한 상태가 되었지만, 이미 암으로 인해 위에 구멍이 생겼고 곧이어 복막염이 시작되었다. 의사들은 긴급히 모여 어떻게 처리해야 좋을지 상의하였으며, 그 가운데 요한 23세의 측근이었던 로리스 F. 카포빌라는 그에게 직접 암이 전이되었으며, 의학적으로 아무런 조치도 취할 수 없다고 솔직하게 이야기해주었다. 이 시기에 생존한 요한 23세의 남아있는 형제자매들이 그의 마지막을 함께 하기 위해 바티칸에 도착하였다. 5월 31일에 요한 23세는 병상에 계속 누워 있었으며, 암을 이겨 살아날 가능성이 사실상 희박하다는 사실이 명백해졌다.
오전 11시, 교황의 제의실 봉사자인 페트루스 카니시우스 반 리에르데 주교는 죽어가던 교황에게 종부성사를 주기 위해 침대 옆에 있었다. 그 때 교황은 마지막으로 다음과 같은 말을 남겼다. “나는 평범하고 가난하지만 하느님을 경외할 줄 아는 그리스도교인 가정에 태어나는 큰 은총을 받았습니다. 이제 지상에서의 내 시간은 끝나가고 있습니다. 그러나 그리스도께서는 계속 살아계시며 교회 안에서 당신의 사업을 계속하고 계십니다. 영혼들이여, 영혼들이여, 부디 그대들 모두 하나가 되기를 바랍니다(ut omnes unum sint).” 반 리에르데 주교는 요한 23세의 눈과 귀, 입, 손, 발에 도유하였다. 그는 슬픔의 감정을 간신히 억눌렀지만, 도유 예식을 제대로 집전하는 방법을 그만 잊어버리고 말았다. 이에 요한 23세는 병상에 누워있으면서도 친절하게 종부성사 예식 순서를 알려주어 도와주었으며, 예식이 끝난 뒤에는 반 리에르데 주교에게 작별인사를 하였다.
6월 3일 오후 7시 49분(로마 시각), 요한 23세는 4년 7개월간의 통치를 끝내고 향년 81세를 일기로 위암으로 발생한 구멍으로 인한 복막염으로 선종하였다. 그는 성 베드로 광장 아래에서 그를 위한 미사가 끝날 때쯤에 선종하였다. 선종한 후에 그의 이마는 전통에 따라 선종했는지를 확인하기 위해 망치로 가볍게 두드러졌고, 방에서 그의 시신과 함께 있던 이들은 그의 안식을 위해 함께 기도하였다. 그 순간, 방 안의 불빛이 환하게 빛났으며 사람들은 모두 교황이 평화롭게 하늘나라로 갔다고 여기며 기뻐하였다. 요한 23세의 시신은 6월 6일에 바티칸 지하 묘소에 안장되었다. 그리고 베로나에 있는 만토바 교도소와 레지나 챌리 교도소의 재소자들이 기증한 두 개의 화환이 각각 요한 23세의 무덤 양쪽 끝에 세워졌다. 1963년 6월 22일 후임자인 교황 바오로 6세가 교황으로 선출된 다음날에 요한 23세의 무덤을 찾아가 참배하였다.

## 시복과 시성

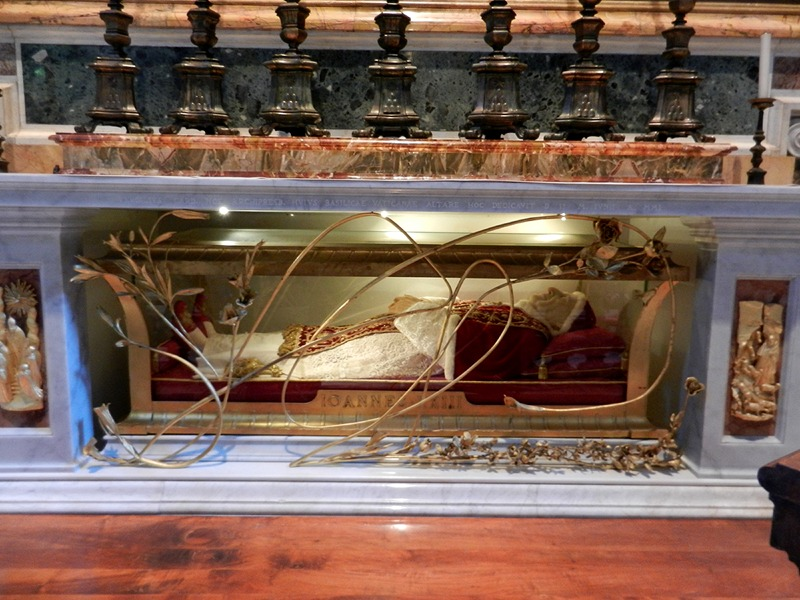
성 예로미노 제대에 안치된 요한 23세의 시신.

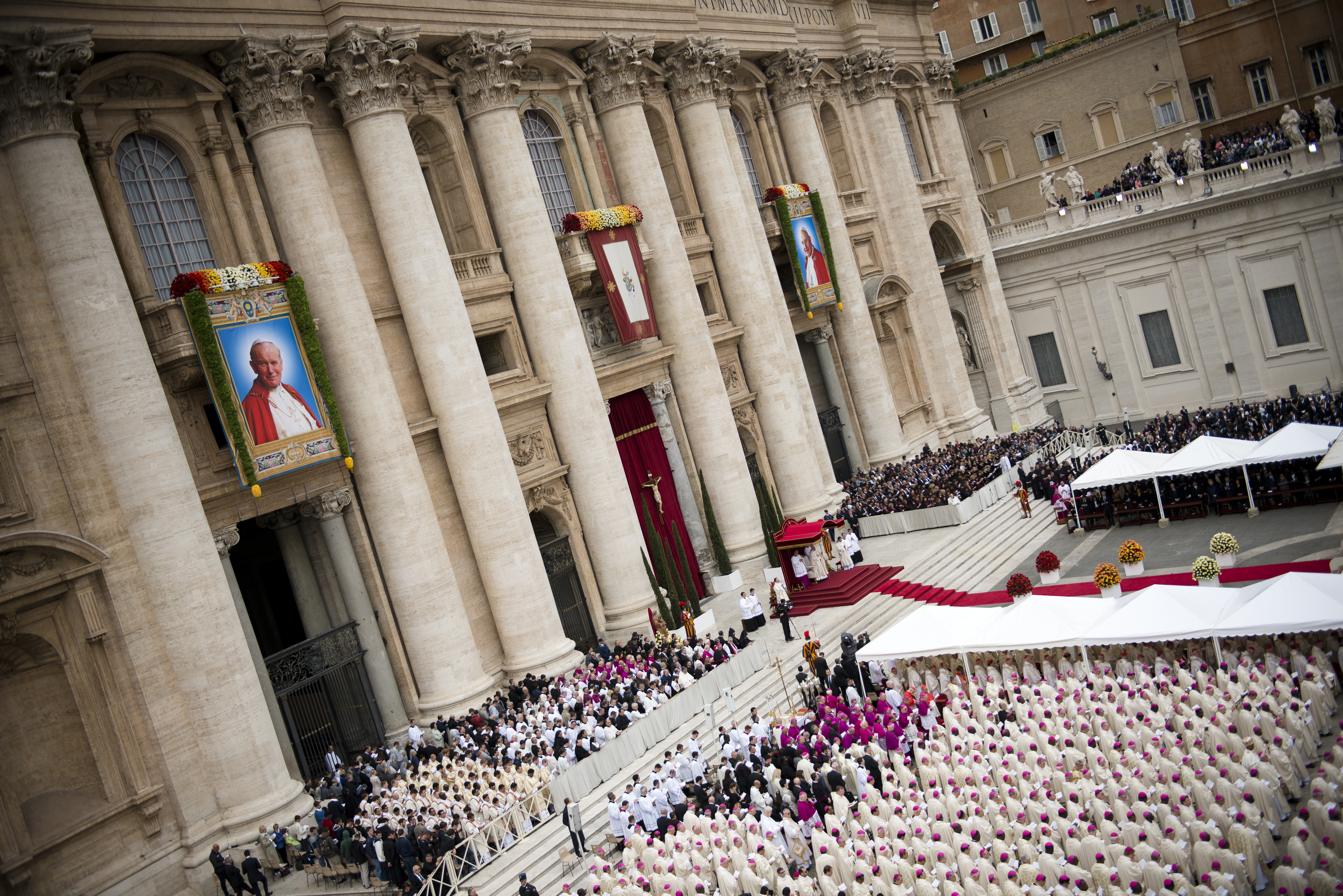
요한 23세와 요한 바오로 2세의 시성식.

요한 23세는 ‘착하신 교황’이라는 수식어가 붙을 만큼 생전에는 물론 사후에도 많은 사람으로부터 사랑과 존경을 한몸에 받았다. 1965년 11월 18일 제2차 바티칸 공의회 제2회기 동안 교황 바오로 6세는 비오 12세에 이어 요한 23세의 시성 조사를 개시할 것을 지시하였다. 2000년 9월 3일 요한 23세는 비오 9세와 더불어 교황 요한 바오로 2세에 의해 복자로 시복되었다. 두 교황이 공동으로 시복된 이유는 그들의 전구를 통하여 병에 걸린 한 여인이 기적적으로 병이 치유된 사례가 입증되었기 때문이다. 시복식 이후 그의 시신은 성 베드로 대성전 아래에 있는 지하 묘소에서 성 예로미노 제대로 이장되었으며, 신자들이 공경할 수 있게끔 유리관 안에 넣어 전시하였다.
무덤을 이장하기 위해 관에서 시신을 꺼낼 당시에 요한 23세의 시신은 보존 상태가 매우 양호하였다. 교회에서는 교황의 시신이 잘 보존된 것이 기적이라기보다는 방부처리와 3중으로 된 관에 의해 공기가 들어가지 않은 것이 원인이라고 분석하였다. 2001년 요한 23세의 시신을 지상 위에 새로 세워진 납골당으로 옮기면서 지하에 있던 본래 납골당 자리가 비게 되었다. 이 자리는 2005년 4월 9일 교황 요한 바오로 2세의 시신이 안장되어 2011년 4월까지 머무르다가, 시복이 되면서 2011년 5월 1일에 지상에 마련된 새로운 납골당으로 이장되었다.
2013년 6월 3일 교황 프란치스코는 교황 요한 23세의 선종 50주년을 맞이하여 그의 무덤을 찾아가 참배하였으며, 운집한 군중을 상대로 교황 요한 23세에 대한 연설을 하였다. 당시 요한 23세의 무덤을 함께 참배한 이들은 요한 23세의 고향이었던 베르가모에서 온 주민들이었다. 그로부터 한달 후에 프란치스코는 전통적인 관례에 따라 두 번째 기적 인증 심사를 하지 않고 요한 바오로 2세와 함께 요한 23세를 시성하기로 결정하였다. 대신에 프란치스코는 제2차 바티칸 공의회를 소집한 요한 23세의 공로를 시성의 근거로 삼았다. 2014년 4월 27일 일요일 하느님의 자비 주일에 요한 23세와 요한 바오로 2세는 공동으로 바티칸 성 베드로 광장에서 시성되었다.
로마 전례력상으로 요한 23세의 축일은 그가 선종한 날짜인 6월 3일로 지정되지 않고 그가 제2차 바티칸 공의회를 소집한 10월 11일로 지정되었다. 요한 23세는 또한 성공회와 루터교 등의 일부 개신교에서도 성인으로 공경받고 있는데, 이들 개신교파들은 본래 6월 3일을 그의 축일로 지냈으나, 나중에 6월 4일로 변경하였다.

## 아동 성추행 은폐 의혹
가톨릭교회 사제들에게 성추행을 당한 피해자들의 변호인들은 교황 요한 23세 시절부터 바티칸 교황청이 사제들의 아동 성추행을 적극 은폐했다고 주장했다.
이들 변호인들이 2003년 한 사제로부터 입수한 69쪽짜리 문서는 '교회내 성추행에 대해 비밀을 지킬 것'을 요구했으며 요한 23세의 직인이 찍혀있었다.
변호인들은 이 문서가 전세계 주교들에게 발송 됐으며 이는 교황청이 지난 수십년간 사제들을 보호하기 위해 정의 구현을 조직적으로 방해했음을 입증하는 것이라고 말하고 있다.
교회측 변호인들은 이 문서가 단지 교회법에 언급하고 있을뿐 사제들에게 범죄적인 은폐에 가담하도록 지시한 것은 아니라고 반박하고 있다.
미국의 한 사제로부터 이 문서를 입수한 미국 텍사스주의 변호사는 "성추행 문제를 덮어 두려는 교황청의 국제적 음모를 보여주는 산 증거이자 기만과 은폐의 청사진"이라고 공격했다.
교황청 비판자들은 주교들이 성추행 의혹 사제들을 타지역으로 전출시킨 것은 교황청의 지시에 따른 것이었음을 시사하는 것이라고 말하고 문서가 1962년에 작성됐다는 사실 자체가 교회내 아동 성추행 문제가 최근의 일이라는 교회의 주장을 무색하게 하고 있다고 교황청을 비판했다.

## 같이 보기
- 동방 가톨릭교회
- 동방 정교회
- 교황 목록
- 바티칸 시국
- 교황 요한 23세 병원